# Vera Lapkó
Vera Lapkó (en bielorruso: Ве́ра Лапко́; Minsk, 29 de septiembre de 1998) ex jugadora de tenis bielorrusa.
Lapkó ha ganado hasta la fecha, 7 títulos individuales y 7 dobles en el circuito ITF. Su mejor ranking sencillos ha sido el número 60 logrado el 1 de octubre de 2018 mientras que en los dobles ha sido 84 del mundo el 16 de abril de 2018.
Lapkó llegó a las finales "US Open dobles junior de 2014 y al Wimbledon dobles junior de 2015", en ambas ocasiones asociadas Tereza Mihalíková. Ella ganó el título de sencillos el Abierto de Australia junior de 2016, al derrotar Tereza Mihalíková en la final.
Juega por Bielorrusia en la Copa Federación, y fue integrante del equipo que llegó a la final en 2017.
En enero de 2024, Lapko anunció su retiro del tenis profesional debido a lesiones en la rodilla.

## Títulos WTA (0; 0+0)

### Dobles (0)
| Leyenda                    |
| -------------------------- |
| Grand Slam (0)             |
| Juegos Olímpicos (0)       |
| WTA Tour Championships (0) |
| Premier Mandatory (0)      |
| Premier 5 (0)              |
| Premier (0)                |
| International (0)          |

#### Finalista (4)
| N.º | Fecha                    | Torneos    | Superficie    | Pareja          | Oponentes en la final            | Resultado        |
| --- | ------------------------ | ---------- | ------------- | --------------- | -------------------------------- | ---------------- |
| 1.  | 24 de septiembre de 2016 | Guangzhou  | Dura          | Olga Govortsova | Asia Muhammad Shuai Peng         | 2-6, 6-7(3)      |
| 2.  | 15 de abril de 2018      | Lugano     | Tierra batida | Aryna Sabalenka | Kirsten Flipkens Elise Mertens   | 1-6, 3-6         |
| 3.  | 22 de septiembre de 2018 | Guangzhou  | Dura          | Danka Kovinić   | Monique Adamczak Jessica Moore   | 6-4, 5-7, [4-10] |
| 4.  | 20 de octubre de 2018    | Luxemburgo | Dura (i)      | Mandy Minella   | Greet Minnen Alison Van Uytvanck | 6-7(3), 2-6      |